# パワプロクンポケット7
『パワプロクンポケット7』（ぱわぷろくんぽけっとなな）とは、2004年12月2日にコナミ（現：コナミデジタルエンタテインメント）から発売されたゲームボーイアドバンス用の野球ゲームソフトである。パワプロクンポケットシリーズの7作目にあたる。キャッチコピーは「ガッツだ!ファイトだ!パワポケ7!」。

## 概要
パワポケシリーズ本編では最後のGBA版となった（外伝作品を含めば『パワポケダッシュ』が最後）。
野球部分で、大きな調整ミス・バグが存在する（後述）。

## 7での主な新要素・変更点

### サクセス
- ゲームオーバーになっても、リセット時と同じペナルティを受けてやり直すことが出来るようになった（本作では表・裏ともに5回目でデータ消去）。
- キャラメイク時に野手はポジションに関わらず、どのようなタイプの選手にしたいのか選べる（投手は従来と同様、フォームで必要な経験点が変化する）。
- 作成した選手を入団させる球団の選択は、サクセスのイベント中に行われるようになった（プレイ次第ではランダムに球団が決定してしまう）。
- 選択肢のある一部のイベントに制限時間が付き、時間切れや選択した項目でかかった時間によって内容が変化するようになった。
- 今作から保存できるセーブファイルが2つに変更された。

### 野球
今作では球場が広くなるといった改善された部分はあるものの、以下のような調整ミス・バグが存在する。
- 一塁から三塁（二塁から本塁）まで直接走れてしまうバグがある。
- ランナーが一塁にいる際、センター前にヒット性の当たりを打っても、二塁に送球されてフォースアウトになるというプレーが頻発する。同様に、ライト前にヒット性の当たりを打ってもライトゴロになることが多い。
- ランナーが二塁にいる際、一･二塁方向にゆるいゴロが飛んでも、ランナーが二塁に帰塁する。
- ランナーが単独で二塁にいる際、3ボールの時に塁上のランナーに盗塁を仕掛けさせて四球になると、その場で打者がアウトとなる。同様の際に、投手が暴投すると、四球や三振を選んでいても振り逃げ扱いになる（通常はセーフになるので問題ないが、稀に一塁へ送球されてアウトになる）。
- 外野からの中継のボールを返すと、投手が中継に入っていることが多くある。
- ピッチャー返しの打球が高い確率で捕球される。
- バントをするとバッターランナーの走るスピードが遅くなる。たとえ二塁に投げた後でも一塁が悠々アウトになるため、バントの野選が起こらない。
- 走塁設定をマニュアルかセミオートにした場合、操作できるランナーのベースランニングのスピードが落ちる。
- 野手の肩が強く、センター･レフト方向の外野フライでタッチアップした場合、ほぼ本塁で刺される。
- コンピュータが牽制球でつり出されない。
- ペナントモードでプレーオフに進むと、相手の先発投手が毎試合同じになる。相手のみスタミナも試合ごとにリセットされている。

### 俺のペナント
- 天狗メーターがなくなり、年俸のシステムと年間目標と評価メーターが追加し、プレイする球団がサクセスで決めた球団に変更された。
- 能力を上げるコマンドの能力にランダム欄が追加され、前作までの俺ペナになかった特殊能力や特殊変化球の取得が可能になった。
- 俺ペナをクリアした選手が他の球団の選手で登場する。

### その他
- パワポケPでガチャガチャが楽しめる。
- アルバムモードである操作をするとゲーム中のBGMを聴くことができる（次回作以降はサウンドテスト）。
- キャンプモードに投球練習が追加された。
- 試合中のアウトコールが廃止された。
- ペナントモードで2004年にパ・リーグで導入されたプレーオフが搭載された。このプレーオフはパ・リーグルールでプレイした場合にのみ登場し、5試合制でもプレイすることになる。
- 本作から通信対戦対応のミニゲームが導入された（ただし、『パワポケ8』は除く）。

### バグ
選手が何度も作り直せるバグやパワポケPが無限になるバグなどが存在する。

## 7のみのモード
俺の基地
兵器を使って対戦するモード。俺のペナントで稼いだ年俸で兵器を買って設置し、完成した兵器を使って友達と通信する。対戦は自動で行われ、3ターン終了すると相手を破壊した兵器に応じてパワポケPがもらえる。自分の兵器が全滅すると獲得ポイントが半減してしまう。破壊された兵器は復活しない。兵器は値段が高いほど強力で、安いほど弱い。設置場所や構成によって影響することがある。

## 収録ミニゲーム
以下の4つはおまけモードでも遊べる。サクセスモード中では1つクリアするごとにレベルが上昇するが、アイテム「攻略本」を所持している場合や、クリアしていない場合はレベルが下がる。
くるまでパァーン
制限時間内（30秒）に決められたコースを走って、風船を割って点数を稼ぐゲーム。色によって点数が違い、赤色が一番高い（400点）。障害物の針に当たってしまうと車が爆発して終了。サクセス中は1万点以上でクリア。レベルが高いほどコースが複雑になり、針が増える。
ふわふわすかいドーン!
制限時間（1分）内に障害物を避けながら、ゴールの扉に到達するとクリア。針に当たってしまうとしばらく動けなくなり、タイムロスになる。風船の体になっており、壁などにぶつかるとバウンドしてしまう。レベルが高いほどコースが長くなり、障害物の種類も増える。
わくわく数ジーン
制限時間内に9個の数字から5番目に大きい数字（9個なので5番目に小さい数字でもある）を選びまくるゲーム。間違えるとタイムロスになる。サクセス中は10問正解するとクリア。レベルが上がると出題される数字が大きくなり、制限時間が短くなる（レベル1・2では1分、レベル3では55秒、レベル4では50秒）。
くる来るクルくるぅー
同じ色を4つの四角を作ると消えるパズルゲーム。サクセス中は対戦で、消すと爆弾が移動して相手まで移動させると勝ち（時間切れの場合は爆弾が相手の領域にある方が勝ち）。ミニゲームながら通信対戦が可能（シリーズ初）。レベルが上がると対戦相手の湯田の思考レベルが上がる。タイム制のエンドレスモード（1人用）もあり、ブロックを消すと時間が回復する。レベルが上がると時間の減少が早くなる。

### サクセスモード限定
これらのミニゲームはおまけモードから選択できない。
射的おみくじ
射的によって結果が変わる斬新なおみくじ。普通の射的となんら変わりが無い。呪いの人形やほるひすが出てくることもあり、倒すとアイテムが手に入る。
ヒーローVSガンダーロボ
花丸高校の校舎を破壊するヒーローを倒すゲーム。ヒーローを倒して甲子園大会に優勝した後で強制的にプレイさせられるゲームで、失敗したらゲームオーバー。
カジノ
大正編に登場。前作のプレイルームと同じく、さいころの出目が前回の数字よりも大きいか小さいかを当てるゲーム（前回の数字と同じ場合ははずれ）。前作同様目押しが可能だが、景品の特殊能力の配置が変わっているため、目押しミスでマイナスの特殊能力を当ててしまうリスクが高くなっている。なお、会話中で大小ゲームと言っているが、実際のカジノで行われている大小はその回の数字を当てるゲームなのでルールが違う。

## 表サクセス（謎の転校生 甲子園ヒーロー編）
※『実況パワフルプロ野球』シリーズ版の「花丸高校」については別節を参照。
『パワポケ1』、『パワポケ4』に続いてシリーズ3度目の高校野球を舞台にしたサクセスモード。なお、正史が公式サイトに公表されているのは、この作品までである。
今作のクリア条件は「3年目の夏に甲子園大会に出場すること」である。シナリオは『パワポケ5』までの表サクセスと同様、1年ごとの3章構成だが、1・2年目では固有のクリア条件はない。また、2年生の大会は2回勝利すると自動的にイベントで敗戦、もしくは辞退となり、それ以上試合ができない。
クリア自体は能力の高いヒーローに頼ることができるので楽である。しかし、ハッピーエンドを目指す場合はその能力の高いヒーローとの試合や、ヒーロー抜きで甲子園の試合を勝たなければならないので難易度は格段に高くなる。ハッピーエンドの条件は「3年目の夏におけるヒーロー達の試合に勝利する」、「3年目の夏の甲子園大会で優勝する」、「最後のヒーロー達との戦いに勝利する」の三つ。3年夏の地区大会に負けたり、ヒーローの試合とミニゲーム（この2つは条件を満たすと発生する）に負ける、またはリスクメーター（今作のみ登場。怪我やイベントなどで増加）が満タンになったときはゲームオーバーになってしまう。
今作から『パワポケ9』まで、彼女キャラはデフォルトでは5人しか登場しない。6人目の彼女を登場させるにはサクセスを始めるときパワポケポイントを使用する必要がある。このいわゆる『隠し彼女』からは誕生日に野球超人伝をもらえる。
ヒーロー編といえども子供っぽい内容ではなく、従来通りダークな展開は健在である。特にヒーロー戦に負けたときの終わり方は悲惨なものであった。また、ヒーローたちに立ち向かうルートでは「正義」とは何かがテーマの一つとなっており、主人公たちは一体何が正義だったのかと苦悩することになる。

### あらすじ
とある日の練習試合。主人公の所属する花丸高校野球部は1点ビハインドのまま、9回裏2アウトに追い込まれていた。そんなとき、電光掲示板の上から現れた謎のヒーロー「レッド」。彼が放った逆転サヨナラ弾により、試合は見事勝利を収める。翌日、主人公のクラスにやってきた転校生。それは先の試合で活躍したレッドだった。彼は野球部に入ると瞬く間にレギュラーとなり、不動の活躍を見せる。さらにブルー・イエローなど他のヒーローも登場し、花丸高校野球部は一躍強豪チームとなった。しかし、次々と元いた部員と交代し増殖・増長していくヒーローたち。そんな彼らに、主人公を初めとしたチームメイトは追いやられていくこととなる。主人公たちはヒーローに奪われた野球部を取り戻すため、行動を起こそうとする。

### 登場人物

#### 花丸高校

##### 野球部

###### 主要人物
主人公（しゅじんこう）
花丸高校野球部員。誕生日は5月の4週目。はじめは野球部の凡庸な選手だったが、レッドの出現からその全てが変わっていった。多数のヒーローの参入でチームは強豪に生まれ変わったが、メンバーが徐々にヒーロー達に取って変わられ、勝利ばかりを追及していくように疑問を感じ、チームメイト達と共に行動を起こすことになる。なお、パワポケの高校野球編では珍しく正規のキャプテンではない。子供の頃買ってもらった24色のクレヨンでヒーローの絵を描いた事があり、それらが後に具現化したとエンディングで気付く。ヒーロー消滅後も、彼らの存在は忘れずに憶えていた。
なお、シリーズでは初めて両親とも作中で登場した（他作品では物語前に死亡か未登場）。
湯田 浩一（ゆだ こういち）
本作の相棒キャラ。シリーズ常連のメガネ一族の一人でマニア。卒業後、ホッパーズへ入団。次作8でも相棒を務める。マニアではあるが高校生なので高い品は買えない。ランダムでヒーローたちに興味をもちだす。ポジションは主人公が野手の時だと投手で、投手だと外野手になる（アレンジチームでは投手で登録）。どちらのポジションでも走力に優れる。
6および1・2までのメガネ一族のグラフィックに比べメガネが大きめになっており、怒った時の顔色も変更されている。
なお、プロフィールでは「同じ顔の異母兄弟が13人存在する」とされているが、これは正式設定ではないらしい（8の公式サイトと10・11の公式Q&Aより）。

###### チームメイト
台場 正（だいば ただし）
体が大きくて力が強いが、態度もでかく自分勝手な性格。だが気弱な面も。実家は定食屋で、自身もよく店の手伝いをしている。部員の中では唯一アルバムもなく影が薄い。ポジションは三塁手で、勝野に次ぐパワーの持ち主だが「三振」の赤特能を持つ。
白石 琢巳（しらいし たくみ）
ラーメンが大好きで良く食べ歩きをしている。休日には遠出して新たなラーメン屋を探す日々を送っている。イベントを進めると自信が付いてパワーアップする。高校卒業後にラーメン屋を始め、11の東のイベントで再登場する。ポジションは遊撃手で守備能力に優れ、バントも得意。
森盛 勇気（もりもり ゆうき）
普段は温厚で大人しく人が良いため、よくパシリにされているが、怒ると別人格になりその際の記憶は飛んでしまう。彼のイベントを進めると、性格を自在に使い分けられるようになる。ポジションは捕手だが、肩は弱い。
有田 修吾（ありた しゅうご）
勉強もでき、ルックスもそれなり。部活中に携帯電話をいじっているなど、サボっているように見られがちだが、陰では努力するタイプ。父親が有名人であり、校長に目を付けられている。ポジションは二塁手で、走力が高いが「盗塁×」を持つので盗塁は苦手。
野丸 太郎（のまる たろう）
「普通である事」を異常な程に追い求める男。それ故に高校入学時に「太郎」へ改名した。その異常なまでに普通に拘る事が既に普通ではないことに気付いていない。名字はノーマルから。親の都合であちこち引越した関係で、様々な方言が喋れる。ポジションは外野手で能力は平凡。守備能力は低めで「エラー」も持つ。
黒打 ブラック（くろだ ブラック）
二年目に転校してくるクラスメイト。無口だが頼りになる男。『月刊コロコロコミック』のデザインコンテストで採用された選手。生粋のヒーローマニアで、彼が語ったアメコミにおけるヒーロー像が、芹沢真央（ブラック）の生き方に大きく影響を与えることになる。興味がある事はとことん喋る。ブラックと同名だが関係ない。ポジションは外野手でパワーこそ低いがそれ以外の能力は高く、青特能を多数持つ強力な選手。
開発当初は河川敷で出会ってライバルのような口調で話をしているイベントがあったが、変更されたため製品版には収録されていない。
東 優（あずま すぐる）
主人公の先輩。外見はどちらかと言うとパワプロ風。野球部キャプテンで生徒会長も務める。成績優秀でルックスも良く、面倒見もいい。ポジションは外野手で野球の腕も確かだが、二年目の夏大会後に卒業してしまうため活躍の場は少ない。しかし条件を満たすと3年目のヒーロー戦で主人公側に参戦する。9のアルバムにも登場している。
エンディングでは大学卒業後にプロ入り。その後ナマーズへ移籍し、11で再登場する。高校時代より能力はだいぶ落ちているが、プロ基準の能力査定に変わっただけで、野球能力が落ちたわけではない。が、アルベルト並に怪我のしやすい体質になってしまっている。
勝野 太一（かつの たいち）
主人公の一つ上の先輩。小学校から野球一筋であり、勉強は苦手で女の子にもモテない。野球には自信があるらしいがそれほど大した事は無い（本人も自覚している）。選手としての能力は優秀で、パワーは東や台場よりも高くチームトップで肩も強く、プロフィールの内容やサクセスでの扱いほど悲惨な能力ではない。しかし1年目の秋季大会の試合でエラーして逆転負けした責任を感じ失踪してしまうため、サクセス中では選手として起用できない。
周（しゅう）
花丸高校のモブキャラクターでポジションは投手。高めのコントロールと三種類の変化球を持つ。シルバーに校舎の屋上から飛び降りられ、骨が見えるほどの大怪我を負って病院へ搬送された。イベント発生後は選手として起用できなくなる。
古河（こが）
花丸高校のモブキャラクターで周と同じくポジションは投手。湯田以上のスタミナと球速を誇る。部室でスパイクを替えている際にブラウンによって部室を爆破され大怪我を負った。イベント発生後は選手として起用できなくなる。

##### 教師
本村 あつさ（もとむら あつさ）
主人公のクラスの担任。教科は英語。生徒に好かれる熱血教師を目指して努力しているが、主人公がトイレに行きたい時に長話をしたり、ヒーロー以外の野球部の制限で困っている主人公のために、校長室まで説得に行って逆に説き伏せられたりと、やる事が空回り気味である。そのため生徒からあまり好かれていないが、クラスの生徒に冷たい言葉を浴びせられて屋上で落ち込んでいるところを主人公に励まされて発奮し、校長にクビ覚悟で生徒への制限を緩めるよう説得を行い、一部ではあるが制限を緩めることを認めさせた。アルバムでは生徒たちを引き連れて夕日に向かってダッシュしている。
佐和田 勝（さわだ まさる）
花丸高校野球部の顧問。長年様々な学校で野球部の監督をしているが、甲子園出場の経験は無い。理想と現実のギャップに嫌気がさし最近は指導が投げやりになっており、ヒーローに対し非常に肩入れをする反面、ヒーローが抜けた途端にやる気を無くすなど、部員からの評判は芳しくない。しかし、作中で初期のころから甲子園を目指す意欲が最も高い人物でもある。甲子園優勝後は、夢を叶えた達成感を全く得られず「目標が無くなった」と語り引退を決意する。
堂島 竜一（どうじま りゅういち）
花丸高校校長。野球が嫌いで囲碁が好き。過去に娘を事故で亡くしている。かつては数学の教師を勤めていた。
権力に固執しており、政治家を目指している。そのためにヒーローの人気を利用して選挙に出馬しようと目論む。しかし、市長選に立候補するも、贈賄等の不正行為をヒーローに暴露され落選。落選後の警察の取り調べなどにより、だんだんと精神に異常をきたしており、野球部のグラウンドで暴れるという事件を起こす。その際にサッカーのゴールが湯田に倒れ掛かるも、寸前で正気を取り戻した彼自ら湯田をかばい、頭部に大けがを負ってしまう。その後、見舞いに行くと、心を入れ替えたように善人となっていた。権力に固執していた理由は娘の事故の真相が行政によって隠匿されたので、真相を明らかにするために権力者を目指していたらしい。

#### 彼女候補
生瀬 小晴（なませ こはる）
クラスメイト。「スーパーまる生」の店長の娘。怠け者の父に代わり店を切り盛りしている。母親は家出中である。骨法の使い手。展開次第では有田修吾の彼女となる。攻略は比較的楽だが、ランダムで攻略不能になる可能性がある。狙える超特殊能力は投手なら「気迫」、野手なら「闘気」。14では彼女の息子が登場。
霧島 玲奈（きりしま れな）
野球部のマネージャー。学園のアイドルではないが、狙っている男子生徒は多い。主人公とは中学時代一度会ったことがある。展開によっては、イエローのバイザーの下を目撃してしまい、ヒーローに洗脳されてしまう。狙える超特殊能力は投手なら「鉄腕」、野手なら「神速」。洗脳されなかった場合は超特殊能力が手に入らなくなり、エピローグも無い。なお、下記の芹沢真央のバッドエンドでは、主人公と一緒に歩いている彼女が確認できる。
倉見 春香（くらみ はるか）
2年目から登場する主人公の後輩。東とは中学からの知り合い。主人公と補習をよく受けるが、それは彼と一緒に帰りたいという口実で、実際は学年トップクラスの成績。純情系ハイテンション娘で、容姿は美しいというより可愛い系に当てはまる。少し恥ずかしがり屋で、前述の補習中に主人公に見つかった時は本音を話せなかったり、主人公を名前で呼ぶことに抵抗があったりする。パワポケの彼女キャラの中では珍しくバッドエンドが存在せず、ノーマルおよびグッドエンドのみであり、両方ともいい終わり方となる。特殊能力やイベント完結時のポイントが高い。狙える超特殊能力は投手なら「剛球」、野手なら「豪力」。11でも登場する。
中田 まゆみ（なかた まゆみ）
湯田の義理の妹（義理なので、彼女はメガネ一族ではない）。湯田がマニアであることや「やんす」口調であることから、嫌悪感を抱いている。怒ると言葉遣いが荒くなる。攻略時、ランダム要素が絡むことはほとんど無く非常に楽なキャラ。最終的には、主人公よりも彼の母親と仲良くなってしまう。また、攻略本では長期に渡って苗字を「長田」と誤植されたことがある。狙える超特殊能力は投手なら「絶倫」、野手なら「奪力」。
石川 梨子（いしかわ りこ）
学校に行かずアルバイトをして生活している。家出中だが、自立のためという理由で親の公認によるものである。好きになったら一直線の性格。会うたびに空き缶を投げてくるので、空き缶女と主人公から呼ばれている。実は花丸高校を中退しており、野球選手になるという夢がある主人公に対して劣等感を持つこともある。会話のテンポから主人公とは漫才のような展開を生み出す。ワルクロ団のアルバイトもしている。彼女にするまでの選択肢が多かったり、リスクが大きいイベントも多く、難易度は高め。7以降の表サクセスには再登場しないが、裏サクセスには比較的多く登場している。
狙える超特殊能力は投手なら「呪縛」、野手なら「緊縛」。
芹沢 真央（せりざわ まお）
どことなく猫っぽい感じの女の子。捨て猫にスキヤキという名前を付けて飼っている。隠し彼女候補で、登場させるにはパワポケPが必要。神出鬼没で無口なため、何を考えているのかわからない性格。だが、心根は優しい。
彼女の正体はヒーローの一人ブラックで、ヒーローの中で唯一「人間」の姿を持ち、また何も知らずに生まれてきた。スキヤキを庇ってトラックに轢かれたり、屋上から樹の上に飛び降りても生きているのは彼女がヒーローである所以である。無知であるが故に自分達の存在意義や、レッド達が行おうとする「正義」と現実のズレに苦悩する事となり、主人公に自分の正体を言いあぐねていたのも、そこから自分の存在に確信が持てないからであった。
ロベスピエールや新撰組に関する本を読んでいるが、これらは「正義を守るために悪を行使した者たち」であり、ヒーロー達が「自らが『正義』たらんとするために『ワルクロ団』という『悪』を用意し、それを倒す力を行使する」という方針に似た存在であったために読んでいた。この二者から自分の存在意義を探ろうとしていた事が窺える。しかしそんな時、偶然聞いた黒打のアメコミにおけるヒーローの話から、レッド達のような「悪の組織に対抗する存在としての『ヒーロー』」とは違う、「より身近な脅威から人々を救うボランティアとしての『ヒーロー』」の在り方を知る事になる。
これが後まで続く彼女のヒーロー像の基となり、以降はレッド達他のヒーローの思惑とは離れて、一人行動するようになっていく。イベント終盤では主人公の命運を賭けたヒーローとの最終戦では迷わず彼の側に立つも、立ちはだかったピンクに相性の悪さもあって重傷を負わされてしまう。
駆けつけた主人公の行動により、かろうじて黒野博士の手で改良されたヒーロー用の妨害音波発生装置を手渡す事には成功する。その後の顛末は主人公の行動次第で、エンディングは3パターンある。なお、ヒーローとの特別試合に勝つと野球超人伝が手に入る（本作は、前半部分および後半部分の順に入手）。
好感度の上下はパラメータに表示されない事が多い。また、真のエンディングを見ると、既に登録されているアルバムの表示内容が変わる。

#### ヒーロー（ポケレンジャー）
花丸高校に突如としてやってきた謎のヒーロー達で本サクセス敵対勢力。ある日の花丸高校野球部の試合にて、チームがピンチになった時にレッドが代打として現れ、次の日に彼が野球部の救世主として花丸高校へ転校してきた事から始まる。レッドがやってきたその後、次々と彼の仲間のヒーロー達が助っ人として野球部に参加してくる。彼らの正式名称は「ポケレンジャー」だったが、本作の表サクセスに限り、名称がシナリオの副題「甲子園ヒーロー編」通り「ヒーロー」で統一されている（本記事の表記についても同様である）。
ヒーロー全員は、必ず色に関連した名前になっており、またラッキョウがパワーの源。相手を洗脳したり、レントゲンによる透視能力等、一人一人が特殊能力を持っている。最初は騒がれたり不可解に思われたものの、徐々に野球部や世間にも存在は浸透していき、彼らの活躍で花丸高校はそれ以前とは比べ物にならないほど強いチームとなった。
マスコミに取材されたことで、甲子園の相手校が存在を知っていたりと、彼らの知名度は全国区に広がった。また野球だけでなく、悪の組織であるワルクロ団とも戦っている。最初こそは非常に頼もしい助っ人達だが、物語が進んでいくと、徐々に彼らの本性が明らかになってくる。
ワルクロ団は実は彼らによって構成された下位組織で、ヒーロー達は黒野博士から奪った怪人量産マシーンによってワルクロ団を結成させた。ヒーローは彼らに陰で悪事を起こさせ、自分達がワルクロ団を退治する事で周りの評価を得るという自作自演を謀っていたのだった。
エンディングにて、ヒーロー達の正体が「試合に勝利したい」という願いによって具現化した妄想の存在だと黒野博士に推測されている。妄想から生まれた存在である故に彼らの中身は空であり、スーツ上の体の中身は空洞となっている。本作では、彼らの存在理由は、「「試合に勝利したい」という花丸高校の野球部員の願いを叶え、同時に願いの代償として主人公達に「ヒーロー」を乗り越えさせる」という理由であるが、彼らはれっきとした自我を持ち、それどころか自分たちの存在の意味を理解できず、悩み行動する存在であった。また、ヒーローの姿で召喚されたため、周りの人物からは正義の味方としても期待されるようになった。そのために、後から自分たちに「正義の味方」という新たな目的を設け自分達の敵となる存在としてワルクロ団を結成させた。しかし、その「正義」の定義が徐々に歪んでしまい、洗脳や武力行使を行うような危険な集団になってしまっていった。結局は、周りの期待に振り回されただけの哀れな連中だったのではないかと黒野博士は推測している。
なお、本作のヒーロー達の外見が元々子供の頃の主人公に24色のクレヨンによって描かれた絵を元にしたものなので、ヒーローの人数も24名である。
正史では、3年目の夏に甲子園出場を決めるも、主人公達の反乱に遭い野球部員と野球勝負をする。主人公達に敗北すると、自分たちがもう必要とされなくなったことを知り、一旦消滅する。しかし、花丸高校の甲子園優勝後に野球部員たちが願っていた「試合に勝利したい」という強烈な気持ちに、甲子園優勝という願いの成就による感情の爆発が加わったことで復活を果たす。自分達の存在を安定させる為に主人公のガンダーロボと対決するも敗北。主人公達に敗れ去った後、ヒーロー達は完全に消滅し、彼らの存在は主人公を含めた野球部員以外は人々の記憶から消された。しかし、ブラック、ピンク、ブルー、オレンジ、レッドだけは残り、後のシリーズに登場している。
レッド
花丸高校に突如現れた謎のヒーロー兼ヒーロー達のリーダー兼本サクセスの黒幕。理知的で礼儀正しく、爽やかで生真面目（ヒーロー戦の際だけは若干乱暴な口調になるが、主人公に唐突に裏切られた、という彼の視点からすれば止むを得ぬ所か）。チームが勝つ事を最優先にしているが、試合に関しては正々堂々の勝負を信条とし、その超人的な能力を悪用する事はない。ポジションは外野手。ヒーロー戦では投手になる。自分達の存在理由について考えており、野球をするかたわら、周りに期待される通りのヒーローを演じるために策を巡らすが、その一方で自分達とは違うブラックならばその答えを見出せるのではないかという期待を抱いている。3年目の夏に主人公達と野球で勝負するも敗北し、他のヒーロー達と共に一旦消滅するが、主人公達の甲子園優勝後、その大きな達成感による感情の爆発により、他のヒーロー達と共に復活。自分達の存在を世界に安定させようと主人公の乗るガンダーロボと戦うも敗北。最後に自分達が生まれた理由、呼び出された意味、存在が続いていた価値を悟り、別れの言葉と共に再度消滅。後に14で再登場を果たす。
ブルー
序盤の固定イベントで東キャプテンの故障離脱と共に入れ替わりで登場する。レッドに比べ協調性が無く冷たい印象があり、主人公たちへの態度はドライ。ポジションは外野手。ヒーロー達のサブリーダー。ピンクが好意を抱いている。レッドの言動に疑問を呈することはあるがヒーロー内での仲間意識は持っている。なお、カラーは青よりもシアンに近い。
イエロー
序盤の固定イベントで勝野の失踪と共に入れ替わりで登場する。凄まじい怪力の持ち主。好物はカレー。ホームランを量産する。ポジションは三塁手。打撃マシンがいくつも壊れるほどのパワーを誇る。だが、ヒーローの中では間抜けな性格。ブルーとは基本的に思考が合わない模様。サクセス中で彼（即ちヒーロー達）の中身が判明する。
ブラック
主に情報収集を担当。身体を透明にする能力を持つ。レッドが特別扱いしている。ポジションは外野手。ヒーローの中で一番の走力を持つ。しかし、ヒーロー戦ではブルー、パープルと良い外野手がいるうえ、パワーが極端に少なくホワイトのほうが強いことから二塁手のときが多い（走力、耐エラーではこちらが圧倒的だが）。人ごみに混じっても違和感なく動けることや、レッドに優遇されていることもあって、イエローやピンクなどから忌み嫌われている。必殺技は「暗黒イズナ流星落し」。
その正体は芹沢真央で、ヒーローの中で唯一人間に変身する能力を持つ（人間が本体であり、パワプロシリーズでのゲスト出演時にも人間の姿も用意された）。芹沢真央については彼女候補の一覧を参照。
ピンク
探知能力に秀でている。主人公との戦いが終わった後も一部のヒーローと共に存在し続けた。ポジションは遊撃手。女なのだが男っぽい見た目のせいで実は男だという噂が流れている。能力的にブラック相手に相性がいい。展開ではブラックと交戦し、重傷を負わせるも敗北する。ブルーをリーダーに推している。また、ブラックと共に8、9のアレンジチームであるデビルスターズに選手登録されている。後に12で彼女候補として再登場し、特訓により人間への変身能力を会得したことが判明（人間体は9の裏サクセスを元にしている）。なお、12の時点で年齢は11歳らしい。
シルバー
突然学校の屋上から飛び降りてきて、下にいた一般チームメイトの周に飛び乗って骨が見える状態の大怪我をさせた。ポジションは投手。しかし、ヒーロー戦では、中継ぎ投手含めスタミナAの投手がほとんどの中、スタミナが50とかなり低い。
ブラウン
いきなり部室を爆弾で吹き飛ばし、部室に残っていた一般チームメイトの古河にぼろ雑巾状態の大怪我をさせた。ポジションは投手。
上記以外で本作サクセス中に登場する可能性があるヒーローはグリーン（二塁手）、パープル（外野手）、オレンジ（捕手）の3人であるが、特別なイベントはない。

#### ワルクロ団
ワルドス
ヒーローの対抗組織、ワルクロ団のボス。作中の度々事件を起こしてはヒーロー達と戦闘を繰り広げている。しかし、ワルクロ団自体はヒーロー達が作り出した悪の組織を演じているに過ぎず、彼自身も元は普通のサラリーマンだった。最終的に組織は甲子園出場が決まり、全国的な名声を集め始めたヒーローによって壊滅させられるが、自身はカニ怪人やフグ怪人といった中核のメンバーと逃げ延びる事に成功し、後に黒野博士と合流してネオ・ワルクロ団を結成した。
カニ怪人（カニかいじん）
黒野博士が作った「怪人製造マシーン」により作られたワルクロ団の怪人。基本的に「カニカニィ〜」としか喋らないが、普通に喋ることもできる。ワルクロ団壊滅後はワルドスやフグ怪人と共に脱走、黒野博士と合流してネオ・ワルクロ団を結成する。アルバムでは立花と喧嘩している。
フグ怪人（フグかいじん）
「怪人製造マシーン」により作られたワルクロ団の怪人。真央とのイベントの他、乗合バスから降りてくるランダムイベントで登場。ワルクロ団の中でも幹部らしい。ワルクロ団壊滅後はワルドスやカニ怪人と共に脱走、黒野博士と合流してネオ・ワルクロ団を結成する。
ワルクロ団・団員（ワルクロだん・だんいん）
ワルクロ団戦闘員。口に白マスクを巻き黄色い髑髏が描かれた青ヘルメットを被り胴体の骨が描かれた青服を来た目以外を覆った男達。フグ怪人共々何度か遭遇する。彼等の移動手段は乗り合いバスで、それを目撃した主人公は見てはいけない物を見てしまった気分になる。「ワルワルワルワル」としか言わない。
最終的にヒーロー達に裏切られ、ワルドスと怪人2名以外全滅。

#### ライバル
阿和尾 黒介（あわお くろすけ）
万台高校の部員。主人公と同じ学年でキャプテンでもない。2年目夏大会、3年目夏大会と二回戦うことになる。ポジションは二塁手で平均的な能力（3年目では能力が強化される）。万台高校は4に出てきた鎮台高校の姉妹校。
鶴田・G（つるた・ジー）
2年目夏大会2回戦の対戦相手「ジャンボ中原高校」の部員。口癖は「ジャンボ、ジャンボ」。ポジションは外野手で高いパワーを誇る強打者。この高校は全国から生徒を集めていることで有名（入学条件は身長180cm以上）。
高校名の由来はスタッフの住まいの近所にあったというスーパーマーケットの名前で、選手名は漢字・カタカナ混じりの芸名・リングネームを持つ人物に由来する。
雨月 占（うげつ しめる）
2年目秋大会1回戦の対戦相手「快晴高校」の部員でキャプテン。選手名に必ず天気に関する漢字が含まれている。ポジションは一塁手もしくは外野手。他のモブ選手と同等の能力で突出した能力はなく、キャプテンにもかかわらず控えに回っていることもある。高校名に似合わず、名前も容姿も爽やかさは無い。
目史亜 桐人（めしあ きりひと）
2年目秋大会2回戦の対戦相手「寛容高校」の部員。選手全員がキリスト教に関する名前で構成されている。ポジションは一塁手もしくは外野手で鶴田同様パワーに優れる。無表情で目が怖い。試合に勝つとグラウンドで神に祈りを捧げだす。勝敗は神によって定められているという。
水原 勇気（みずはら ゆうき）
3年目夏大会決勝戦の対戦相手「パワフル高校」の監督。髪が薄いことを気にしている。『パワポケ1』では主人公のチームメイトであった。
亜礼久 三太（あれく さんだ）
甲子園大会1回戦の対戦相手「オリエント高校」の部員。選手全員が古代エジプトに関する名前で構成されている。どう見てもおっさんにしか見えない。アドリブが効く演技派で、ヒーローを一方的にライバル視している（レッドも調子を合わせて受け答えする）。ポジションは一塁手で全ての能力に優れ「威圧感」も持つ優秀な選手。
なお、オリエント高校自体は10にも登場する。
衛具是 岩男（えぐぜ いわお）
甲子園大会2回戦の対戦相手「緑満高校」の部員。ポジションは外野手で亜礼久同様全ての能力に優れる。この高校は毎回甲子園に出場するが、毎回二回戦で敗退するというジンクスがある。
この高校の1番である｢阿佐｣は8でホッパーズへ入団している。
富流斗 莫段（ぷると ばくだん）
甲子園大会決勝戦の対戦相手「二十六（ニトロ）高校」の部員。選手全員が爆弾、爆発に関する名前で構成されている。カタカナ混じりで話す。ポジションは一塁手でチーム最強のパワーを誇る強打者。
『パワポケ図鑑』では花丸高校のモブキャラクター投手である「阿部」を絡めたネタになっている。

#### その他
主人公の父（しゅじんこうのちち）
名前通り主人公の父。空気が読める。有名難関高校打奈（だな）高校出身だが普通のサラリーマン。2年目春季大会前には野球操作の解説役として登場し、試合の操作方法について教えてくれる。
主人公の母（しゅじんこうのはは）
名前通り主人公の母。一言で言うとフレンドリーな中年女性。自宅でのイベントで「スイカカレー（『6』でもカレー屋のイベントで登場していた）」というゲテモノ料理を作り出す。まゆみルートで頻繁に登場し、まゆみと仲良くなってしまう。夫と違い空気が読めない描写が多い。主人公には勉強を頑張って欲しいと思っている。
坂本 一平（さかもと いっぺい）
花丸高校周辺を勤務する丸坊主の警察官。正義感が強く真面目だが間抜けな性格。最近ワルクロ団が悪事を行い物騒になってきた事から1年目のクリスマスで仕事に励んでいた際にカニ怪人に襲われてしまう。芹沢 真央のイベントでも登場して真央がピンクに襲われ重傷を負った真央の前を通り掛かり真央がその場から姿を消す所を目撃して幽霊と誤解して逃走した。
生瀬 ヤスシ（なませ ヤスシ）
小晴の父で「スーパーまる生」の店長。店長を務めるが商才が無く関西弁を話す駄目人間。自分の店のビールを勝手に飲んだり、怪しげな物品を売りつけようとする。過去に小晴と激しく喧嘩して骨を折られた事から、小晴に強く出られると弱く、小晴に頭が上がらない。
ある時はスーパーまる生の常連の吉本 西がポケットに入れた買い物メモを万引きと誤解したり、有田も万引きしたと誤解して別室に連れて行き2人に迷惑を掛けた。
任月 駆（にんげつ かける）
商店街にある喫茶店の店員で、ドリルトーイ創設者の任月高志の息子。『2』以来久々の再登場。主人公達に学校の勉強についての考え方を諭すなど、人間的に成長した面を見せる。作中で父親の高志が死去。正月には射的おみくじもやっている。
猪狩 進（いかり すすむ）
『1』以来の再登場。『パワプロクンポケット』シリーズは（『実況パワフルプロ野球5』以外の）『実況パワフルプロ野球』シリーズとは違う時間軸のため、選手としてではなくスポーツドクターとして登場する。兄とは何かあったらしく兄の話をすると機嫌が悪くなる。パワプロシリーズや『1』と比べると若干口調が荒い。実は彼のイベントの完結パートがゲーム構成のミスで発生出来なくなってしまい、コンプリートガイドにて存在のみを確認出来る。選択肢の内容から、本来は野球か兄について、直接問い質せる内容だったのが窺える。
『パワプロクンポケット大全』で「『実況パワフルプロ野球』シリーズのメインキャラクターは『3』を最後に登場しない。」とスタッフがコメントしたが、本作で再登場を果たした。
たかゆき
『3』から登場しているロボット。『5』から立花共々黒野博士と同行している。子供たちに人気がある。
立花 ボボ（たちばな ボボ）
『3』から登場しているバッタ改造人間。『5』からたかゆきと共に黒野博士と同行している。アルバムではカニ怪人と喧嘩している。登場する度に色が変わってきているが、次作『8』で寿命が尽きかけている事が判明した。
黒野 鉄斎（くろの てっさい）
『4』から登場して『5』にも登場した悪役を演じるのが大好きなマッドサイエンティスト。自称「悪の天才科学者」だが、実際はそれなりに善良な性格。この世の真理を探求している。
河川敷で主人公と出会って、ヒーローは自分たちの共通の敵という話を聞いて以来、オリジナルの練習器具を提供し、打倒ヒーローを目指す主人公達に協力する。真央ルートを進めていると、ヒーロー戦前にヒーロー達を短時間弱体化させる装置を造る。
ヒーロー達に勝利し、正義とは何かと悩む主人公を、「悪の反対は善、善の反対は悪じゃ。正義の反対は、別の“正義”あるいは“慈悲・寛容”なんじゃよ」という言葉を掛けてもいる。ヒーローとの最終戦ではガンダーロボに乗って登場、主人公の助け舟となった。ヒーロー完全消滅後は他の人間同様ヒーロー達のことを忘れたが、主人公の言葉を聞いて自分が、ヒーロー達と戦う主人公達に協力したという事を理解し、ヒーロー達は子供の頃の主人公の願いがそのまま現実に現れて実体化した存在だと推測し、彼らの「正義」とは何なのかという事も解き明かしている。後にワルクロ団残党のワルドス、カニ怪人、フグ怪人と合流し、ネオ・ワルクロ団を結成した。
横江 房子（よこえ ふさこ）
スーパー丸生で勤務している中年女性。短期大学を卒業後建設会社に入社。26歳で現場の同僚と結婚。現在46歳で高校生の子供が2人いる。スーパー丸生で勤務して8年。カラオケとウォーキングが趣味。
ポチ / ブリーフ大将軍（ブリーフだいしょうぐん）
犬。ランダムイベントでヒーローたちに色々なヒーローアイテムをつけられる。歴代の犬と同じく関西弁で喋る。自身はアイテムをつけられるのを嫌がっている。最終的に主人公がすべてのヒーローアイテムをはずすことになるが、失敗するととんでもない展開になる。ヒーローたちからは「ブリーフ大将軍（略してブリ将軍）」と呼ばれることになる。
ネコ / スキヤキ
芹沢 真央のイベントで登場。真央から「スキヤキ」という名前を付けられ彼女のヒーローの良きパートナーになる。
菱村 飛男（ひしむら とびお）
『4』で登場した日の出高校のキャプテン。神隠しにあったあと解放されたが、高校時代の記憶の食い違いを探るうちにオカルトにハマった。そういった方面では結構な有名人。イベントの展開によっては主人公の目の前で姿を消してしまう。プロ入りした『4』の主人公に多額の借金をしている。
荒井三兄弟（あらいさんきょうだい）/荒井 金男（あらい かねお）、荒井 銀次（あらい ぎんじ）、荒井 晴男（あらい ぱるお）
シリーズ常連のキャラクター。本作でもモグラーズの球団職員を務めている。今回は主人公の自宅にまで押しかける。イベントではバッドステータスやマイナス能力を付けられる上、最後のイベントでは投手・野手問わず確定でマイナス能力を取得してしまうため、これまでのシリーズに比べ格段に厄介な存在。
アルベルト・安生・アズナブル（アルベルト・あんじょう・アズナブル）
同じくシリーズ常連のキャラクター。本作では連続イベントが二種類存在し、片方のイベントでは「デビッド・台場・ドノフスキー」という偽名を用いて接触し、もう片方ではレッドに野球のコーチとして紹介される。後者のルートではバッドステータスを何度も付けてくるため、荒井三兄弟同様これまでのシリーズに比べ厄介な存在。
川村 正義（かわむら せいぎ）
2年目秋大会2回戦勝利後の定期イベントで登場する、教育委員会の中心人物。筋を通そうとする昔気質の堅物で、ヒーローたちがマスクをつけて試合を行うことに対して花丸高校に抗議し、結果的に花丸高校は秋大会を棄権することになった。しかしその後ワルクロ団に襲撃され、試合時のマスク着用は正式に認められることになった。なお『6』で登場した川村誠治は彼の弟で億単位の金をゆすり取れるほどの悪事を行う弟と比べ兄は犯罪を一切しておらず兄の方が幾分まし。
北中 一夫（きたなか かずお）
川村の元で働く男。腰が低く川村や堂島のような自分より立場が上の人に頭が上がらない。2年目の秋季大会で川村の指示を受け、花丸高校のヒーロー達にマスクを取るよう佐和田監督に通達しに来る。
堂島竜一の選挙の支援者でも登場。イベントでは彼に絶対的な忠誠を誓う事を約束。ところが堂島が賄賂の不正行為をインターネットを通してヒーローに暴露され落選した際は「委員会の仕事があるので」と偽り、堂島をあっさり裏切り逃走した。
磯田 修一 （いそだ しゅういち）
元・モグラーズコーチ。相変わらずマニアショップの店長。子供が2人いるらしく上の子供が大学卒業した頃に下の子供が入試を控えている。マニアショップの店長でありながら、主人公に「マニアにならないように」と忠告する場面がある。
佐和田とは親友の関係ではあるが、彼が甲子園出場以外無関心な事に内心呆れた模様。
根来 秀定（ねらい ひでさだ）
『6』から引き続き登場しているプロ球団のスカウト。服装がとても派手なのは相変わらず。全国の高校生を調べ、プロで活躍しそうな生徒を探している。連続イベントの最後では主人公の能力を評価する。
倉刈 明（くらがり あきら）
倉刈 仁志に息子で倉刈 日出子の弟。眼鏡を掛けた高校生。埋立地で1人野球練習をしている。玩具には興味が無くなっている。今までは丸坊主だったが、本作から髪を生やし、父同様天然の髪型で顔が父そっくりになった。
倉刈 日出子（くらがり ひでこ）
倉刈 仁志の娘で倉刈 明の姉。父と弟同様眼鏡を掛けている。埋立地で野球練習をしている明を迎えに来る。
父が自分を大学に行かせる為に多額の借金を背負いしあわせ島で強制労働している事を知らず詳しい行方が分からない父を心配した。しかし父から電話があり、日出子は父から所在を聞いたが、父は現在どこにいるのか詳しく話さなかった上に「心配しなくて良いよ。もうすぐで帰るから。」と言っていたらしいが、父が帰宅する事が結局無かった。だがその一方で日出子は父から「いつも言っていたあれ、言ってくれないか？」と電話越しで頼まれ羞恥心を抱きながらも「日本一のお父さん、頑張って！」と励まし、それを聞いた父は嬉し泣きをし、父がしあわせ島で努力する決意をして父の野球能力をパワーアップさせた。
吉本 西（よしもと にし）
本作のおばちゃんの1人。紫髪の天然パーマが特徴。ヒーローが商店街でらっきょうを購入している事を教えてくれる重要人物。
商店街とスーパー丸生のイベントでも登場。小晴によるとスーパー丸生の常連。ところがスーパー丸生で買い物の最中に買い物メモをポケットにしまった行動をヤスシに万引きと誤解される被害に遭う。小晴は父の誤ちを代わりに謝罪したが、吉本は小晴に優しく対応して逆にヤスシのような父を持つ事を気の毒に感じた。
プロフィールが無いが、『ダッシュ』パワポケ図鑑ではプロフィールがある。そこで名前が「吉本さん」と苗字しか表記されないが、名前はスーパー丸生でヤスシに万引き犯と誤解されるイベントで小晴の口から判明。
新庄 美紗緒（しんじょう みさお）
本作のおばちゃんの1人。緑髪が特徴。洗濯物のパンツを風で飛ばし主人公の頭に乗せる迷惑を掛ける。髪型が違うが、『6』の新庄 美紗緒と同一人物。
『ダッシュ』パワポケ図鑑では「おばちゃん」と表記。
田西（たにし）
生粋のマニア。眼鏡を掛けた長髪肥満体の男。自分の欲しい物の為ならどんな場所でも購入しに行く。擬音を口で出しながら話し掛ける為に登場しては主人公の気分を悪くさせる。
主人公と湯田が通う花丸高校の生徒で、花丸高校アニメ特撮同好会に入っている。湯田とはインターネットでの知り合いだったらしい。最初は湯田に気付かなかったが、合言葉で互いに気付き意気投合したが、主人公は呆れた。
湯田 澄夫（ゆだ すみお）
湯田の叔父で湯田の母の兄。カステラ屋を経営している。眼鏡を掛け髭を生やし、頭が少々禿げている。湯田がアルバイトをしている際に一度だけ登場。
病院の先生（びょういんのせんせい）
真央がトラックにはねられたイベントで一度だけ登場する完全な端役の人物。名前不明。目付きが悪く僅かな髪がボサボサで医者として無能な雰囲気が漂う顔が特徴。
たかし
真央のイベントで少しだけ登場。プロフィールが無いが、『ダッシュ』パワポケ図鑑ではプロフィールがある。そこで「この子は歳を取らないね」と表記される事からたかしだと判明するが、「小僧」と表記される。
記者（きしゃ）
堂島竜一のイベントで登場。眼鏡を掛け青髪に青ビジネススーツに右手にペンに左手にメモ帳を持つ男。市長選で堂島の勝利が間違いない事を報道するが、賄賂等の不正行為をインターネットを通してヒーローが暴露した事で今度はその事を報道した。俺のペナントでも登場。
有田の元彼女（ありたのもとかのじょ）
大学生。黒髪で長身の美女。有田と付き合っていたが、別れた後もしつこく連絡していた。
グラフィックは主人公が住む町の住民や『俺ぺナ』のファンなど、モブキャラにも流用されている。

### 『実況パワフルプロ野球』シリーズでの出演
2021年2月25日、『実況パワフルプロ野球』（以下、パワプロ）シリーズのAndroid・iOS向けアプリ版（以下、『パワプロアプリ』）に行われたパワポケシリーズコラボレーション第2弾にて、本作品の主人公チーム「花丸高校」がシナリオとして登場している。なお、花丸高校が後のパワプロシリーズにも登場している（花丸高校の選手のみ登場した作品もある）。
パワポケシリーズと違って、『パワプロ』シリーズにおける花丸高校の扱いが作品によってやや異なる。
『パワプロアプリ』
前述のパワポケシリーズコラボレーション第2弾にてシナリオとして表サクセスのシナリオ実装。しかしパワポケシリーズの設定のままに移植せず、「『パワポケ7』の花丸高校を『パワプロアプリ』で作ったらこんな風になるだろう」というイメージのもとに、『パワプロアプリ』の尺に合わせて編集し直したものである。そのため「ヒーローたちが2年目の夏の地区大会後に花丸高校へ転入」「ワルクロ団の正体はヒーローによる洗脳された一般人達」「ヒーロー達との最後の戦いが甲子園決勝戦での野球勝負」など、原作とは異なる設定・展開となっている。
なお、「コラボレーションは一種のお祭り」という理由から、本作から登場したメインキャラクターがレッド、ブルー、イエロー、ブラック、ピンク、グリーン、東優、佐和田監督、黒野鉄斎のみとなり、他のチーム関係者とライバルキャラが別のパワポケシリーズおよびパワプロシリーズのキャラに差し替えられた。なお、イベントデッキで使用可能な花丸高校関係者はレッド、ピンク、ブラック、東優のみ。
『パワフルプロ野球 パワフル高校編』
上記のパワプロアプリの別シナリオをベースにしたショートアニメ作品。
花丸高校が「他県の強豪校」として名前のみ登場する。また、第2話ではレッドがカメオ出演している。
『実況パワフルプロ野球サクセススペシャル』
『パワプロアプリ』をベースにしたのPlaystation向け作品。作中における「花丸高校」の扱いは上記の『パワプロアプリ』とほぼ同じ。
『eBASEBALLパワフルプロ野球2022』
（『パワプロアプリ』版の）花丸高校が「パワフェス」モードの対戦相手として登場した。ただし、「パワフェスチャレンジャーズ」（「パワフェス」モードにおける主人公チーム）との試合直前に起こした爆破により、レッド以外のヒーローが大怪我を負ったため大会からリタイアとなる。
なお、『パワプロアプリ』と異なり、ブラックと他のシリーズ作品のゲスト出演キャラが登場しない。

## 裏サクセス（大正冒険奇譚編）
シリーズ恒例となっているもう一つのサクセスモード。西暦1923年の日本が物語の舞台。探偵である主人公が各地で発生する事件（クエスト）を解決するRPG仕立てのシナリオ。
- 途中で依頼が成功した後か退却した後に赤字になっている
- 主人公が戦闘でHP0になり死んでしまう[12]
- 最後の依頼に行く前に4000円以下である

のうちどれかになるとゲームオーバーになる。また、最後の冒険が終わり、最後の買い物をしている時にリセットすると最後の冒険に行ったあとの状態で続行するため、選手登録が出来なくなるバグも存在する。

### あらすじ
父親が残した（生きているので「遺した」ではない）1万円という膨大な借金を返済するために、私立探偵の主人公は野球人形コンテストの賞金（一等賞の8000円）を狙う。実際は当時の1円は現代の2000円ほどの価値があったそうだが、ゲーム中では当時の1円は、現代の5000円にあたると説明される。数々の冒険をこなしお金を集めればクリア。

### ゲームシステム
全体
- 『パワポケ3』・『4裏』（RPG風ファンタジー編）・『5裏』（忍者戦国編）同様、パーツ購入によって選手を強化する。
- 『パワポケ4』・『5』では野球人形の完成に心・技・体の珠の収集が必要だったが、今回はその必要はない。
- 冒険には旅費と期間が設定されており、それぞれ出発時に消費する。帝都をうろつく場合でも1日を消費する。
- 199日目に野球人形の性能を競うコンテストがあり、賞金も設定されている。一等賞以外にも賞金が用意されている。
- 200日目以降（冒険に出発した場合は200日を超過する場合もある）に4000円を持っていると最後の冒険が発生する。
- 1万円の借金返済が目的だが、実際は4000円以上所持した状態で最後の冒険を成功するとゲームクリアとなる。1万円以下だと所持金を全額奪われた上でペナルティとして人形のパーツを複数失うが、ラスボスを倒した時点での所持金が3999円以下だとパーツも金も一切取られずにクリア[13]でき、残ったお金でパーツが買える。

仲間
- 冒険を選ぶ前に連れていく仲間を2人まで選ぶ（キャラクターごとに賃金が設定されている）。連続して冒険に連れて行くことはできない。
- 仲間はイベントで使用可能になり、冒険によっては追加イベントなどが発生し、パワーアップすることもある。
- 仲間のHPが0になった場合、死亡する。蘇生方法はない。イベントで死ぬこともある。
- 各キャラクターに特殊能力が設定されており、主人公が覚えることもある。
- 他の仲間はそれぞれ決められた武器で戦う。主人公は店で購入したり冒険で入手した様々な武器を使用可能だが、武器ごとに使用回数の制限があり、使い切ると破損や弾切れで武器が消失する。

冒険
- 冒険は一本道を進行するため、道に迷うことはない。
- 規定の距離を歩けば到着イベントが発生、殆どの場合はボス戦になる。
- 道中で20円払うとその場で野宿して体力回復できるが、この休息中にもエンカウントの可能性があり、エンカウントすると休息が打ち切られる。
- 道中で引き返すを選べば撤退することも可能。ただし撤退を中止して再度先に進むことはできない（同じクエストに再挑戦することは可能）。
- 戦闘中に湯田から爆弾・回復薬などの消耗アイテムを購入できる。値段は通常の2倍の60円で、即時消費される。

### 我威亜党について
依頼された仕事をこなしていくにつれて我威亜党（がいあとう）なる犯罪組織の影が見え隠れする。「天才による秩序の再構成」を謳う彼らは鉄人と呼ばれるロボットを用いてさまざまな犯罪やテロ活動を行い世界征服をたくらんでいる。
我威亜党による悪行の集大成は蒸気で動き地震を発生させる鉄人を用いて1923年9月1日に東京を攻撃すること（史実でいう関東大震災を引き起こすこと）だった。

### 登場人物
プロフィールと攻略本では「名前＋肩書き」で表記される人物がいるが、本項では名前か名字だけあるいはフルネームで表記。登場人物の名前後の括弧書きは、表サクセスでの登場人物の本名と本作まで登場した表サクセスの世界（『6幸』＝『6』裏サクセス「謎の『しあわせ島』編」）の登場作品で、未表記は裏サクセスオリジナルキャラクター。

#### 主要人物
主人公（しゅじんこう）
世界を又にかける有名な冒険探偵。借金返済のために野球人形コンテストの出場を決意する。行き当たりばったりな性格でしょっちゅう湯田を悩ませる。大戦中は浪人で、上海で軍部といざこざを起こしたことがある（珠子の発言から）。また、写六曰く「僕が頭脳派なら君（＝主人公）は行動派」らしい。『パワポケ8』の裏サクセスの主人公にもなる。
HPは28。様々な武器を使いこなせるほか、特定の仲間とランダム発生する鍛錬で、特殊能力を取得するとさらに能力が上がる。初期の能力は射撃Lv1と頑丈Lv1で、野手育成で成長タイプを「タフ」にすると頑丈Lv1も取得している。
湯田 浩一（ゆだ こういち）【湯田 浩一（ゆだ こういち）：『7』】
主人公の友人で、冒険に同行する行商人。体力を回復する薬から、爆弾、幽霊にも効く聖水まで販売している。
主人公と同行するが戦闘には参加しない（ただし服部のイベントにて拳銃で武装していることが確認できる）。

#### 仲間
アルベルト【アルベルト・安生・アズナブル（アルベルト・あんじょう・アズナブル）：『1』『2』『3』『4』『5』『6』『7』】
アメリカ合衆国の情報部員。野球人形について探っているが、よくある軍事利用が目的ではなく野球人形に対抗したアメリカンフットボール人形を作るのが目的である。なお、最初に大学で主人公と接触したときは「アルバート」という偽名を使っていた（ただし「アルベルト」と「アルバート」は、それぞれドイツ語と英語の読み方の違いであって偽名にはなっていない）。後に我威亜党の鉄人の部品で巨大人型ロボットを作りアメリカでヒーローデビューしたり、巨大企業のボスとなり映画会社を設立したりなどで活躍。『パワポケ8』の裏サクセスにも登場。
HPは28と平均的だが、トムプソン（攻撃力6の3連続攻撃）を使うため火力は非常に高い。さらに頑丈Lv1のためHPの割に打たれ強い。しかし「逃走」を持つため戦闘中に逃げてしまうことがあり、戦闘時も無駄な行動をとるため安定感がない。給料は50円と安い部類。
大神（おおがみ）【大神 博之（おおがみ ひろゆき）：『4』『5』】
陸軍大尉。軍の生物兵器研究に絡んだ事件を調査している。後に軍の組織改編のために活動するが、反対派のテロにより路上で刺殺される。実はその他の大神と親子関係だが、表サクセス同様親子仲は疎遠。プロフィールと公式攻略本では苗字しか明言されていない。
HPは43と高く、サーベル（攻撃力3だが、実質7）と魔弾ルガァ（攻撃力7で、霊体攻撃可能）の2つの武器を持つ。白兵Lv2、射撃Lv1、底力と優秀な特殊能力を多数持つ。給料は210円と高い。
倉刈（くらがり）【倉刈 仁志（くらがり ひとし）：『2』『3』『5』『6幸』】
地方から出稼ぎにやってきた猟師。冬山でも10日間はそば粉と水だけで平気らしい。危険で割に合わない仕事であることを承知の上で主人公の冒険に同行する。後に鋼とともに大陸に渡るが、その後の資料は一切残っていない。
HPは23と低いが、ムラタ式（攻撃力8）を使用。自身のHPが減ると回復薬を使うので死ににくい。射撃Lv1を持つため命中精度は高く、獣○であるため獣相手には攻撃力が上がる。しかし「臆病」を持つため幽霊や妖怪系の敵に弱い(パワーアップすると「臆病」は消える)。給料は40円と安い。
智美（さとみ）【四路 智美（よみち さとみ）：『1』『2』『3』】
第一次世界大戦中、ある国のスパイをやっていた（その後は、彼女曰くドイツに住んでいたらしい）。後に新聞社を開業。その活動は海外で高く評価されている。
HP28で、非常に素早い。使用武器はブラウニング（攻撃力7）。射撃Lv1と回避Lv1を持っており、相手の攻撃をかわすこともある。給料は85円。
鈴音（すずね）【木岡 鈴音（きおか すずね）：『6』】
木岡財閥の令嬢。刺激無き毎日に飽きている。主人公に猫探しの依頼も行っている。冒険家として活躍した後に兵器会社を設立。
HPは22と低いが、彼女の使用する対戦車ライフル（攻撃力12）は最高クラスの攻撃力を誇る。射撃Lv2を持つため命中率もそれなりで、獣○も持つ。給料は85円。
詩乃（うたの）【蕪崎 詩乃（かぶらざき うたの）：『6』】
巫女。関西弁が特徴。盗まれた御神刀を探しに帝都にやってきた。御神刀を取り返した後、神社に帰った。
HPは30。武器は霊刀だが、パワーアップするとアメノムラクモになる。白兵Lv1があるので戦闘では重宝する。また特殊能力の「加護」は味方のダメージを減らすことができる。彼女の瞑想に付き合うと、主人公が霊体への攻撃能力に目覚めることもある。給料は180円と高め。
珠子（たまこ）【埼川 珠子（さいがわ たまこ） / 迅雷 隼人（じんらい はやと）：『5』】
新聞記者。色々な冒険のネタを教えてくれる。後にヨーロッパで魔物ハンターになる。『パワポケ8』の裏サクセスにも登場。
HPは31。日本刀（攻撃力は4だが鋼同様実質8）を使用。回避Lv1と白兵Lv2を持つ接近戦最強のキャラクターだが獣×を持つため獣には滅法弱い（弱い理由は昔寝ている時にねずみに耳を噛まれた為）。給料は100円。
秋生（あきみ）【高城 秋生（たかしろ あきみ）：『4』】
ウェイトレス。「高城流鬼操術」というものを使い鬼を狩る。
火炎放射器（攻撃力は9）を使う。イベントで主人公を霊体への攻撃能力に目覚めさせることもある。攻撃力はなかなかだがHPが20と最低（パワーアップしてもHPはそのまま）。給料は60円。「やまない雨」の事件での選択によっては武器が鉄の爪になり、火炎放射器を捨ててしまうので攻撃力がかなり落ちてしまう。
写六（しゃろく）【写六（しゃーろっく）：『4』】
探偵。『4』では「しゃーろっく」と読むがここでは「しゃろく」。東洋の格闘技・バリツの達人。主人公から「頭脳労働しかできそうにない」と挑発され、現場でも役に立つことを証明するため行動を共にすることになる。後に武田共々数々の難事件を解決したが、宿敵の教授ともみあい滝の下へ落ちて以後の消息は不明。
HPは21と低い。ブラウニングとブラスナックル（攻撃力2だが、彼は3回攻撃可能）を持つ。武装は普通だが格闘Lv2、射撃Lv2を持ち、回復薬も使うため万能なキャラ。給料は90円。
武田（たけだ）【武田 剛（たけだ つよし）：『1』】
刑事。何度も主人公や写六の世話になっている。我威亜党事件の捜査主任に抜擢されるも部下は0人で、一人だけで調査を行っている。晩年は警察の体験を書いた本が大ヒットし、外国で優雅に暮らした。写六と仲がいい。
HPは30で、使用武器は輪胴拳銃（攻撃力7）。射撃Lv1の他、頑丈Lv1を持つため受けるダメージが減る。HPが少ない仲間をかばうこともあり、自身のHPが減ると回復薬も使う。給料は50円と安く、簡単にパワーアップさせられることもあって使い勝手が良いキャラ。
鋼（はがね）【鋼 毅（はがね つよし）：『1』『3』『6』】
士族。曽祖父の形見である刀を持ち歩いている。大神と喧嘩することもあるが、イベントを進めると和解する。後に倉刈とともに大陸へ行くが以後の消息は不明。しかし、世界各地に彼と思われる謎の剣士の活躍が伝わっており、東南アジアの独立運動にも参加したとされる。
HPは43と高く、使用武器は日本刀（攻撃力4だが、実質6）。1ターン力をためて攻撃力を2.5倍にすることもある。白兵Lv1の他、底力を持つためHPが減ると攻撃力が跳ね上がる。給料は105円。
倉刈、村上、大神と多くのキャラクターのレベルアップに関わる。
服部（はっとり）【服部 国男（はっとり くにお）：『3』】
神官。自称「天才予言者」。頼りない上に胡散臭いが、日英同盟の破棄や十数年後の未来に起きるという大戦争、その戦争の損害を予言するなど、その能力は本物。後に教祖となるが戦争を批判したことで投獄される。敗戦後は南米で平和に暮らしたとか。
HPは21と低く、霊刀（攻撃力4で、霊体攻撃可能）を使用。「加護」で味方のダメージを減らしてくれるが、獣×があるため獣に弱い。霊体への攻撃能力を持つ仲間としては比較的仲間にしやすいが、仲間にする際パーツが壊れたりゴミパーツをもらったりするので敬遠されがち。給料は125円。
多力王（たりきおう）【PX-001（ピーエックスゼロゼロワン）/たかゆき：『3』『5』『7』】
機械と呼ばれると怒る。
ドイツの秘密兵器という設定のオートマトンでゲルマンの匂いがするらしい。アルベルトと会話が弾み、結果的にかなり仲良しになる。後に、数々の武勇伝を残している。
HPはなんと58で、全ての仲間の中で最も高い。鉄の爪と散弾銃（攻撃力5で全体攻撃）を使用。ロボットなので毒状態にならない。給料は150円。
青野（あおの）【青野 柴夫（あおの しばお）：『6』】
水夫。主人公の活躍で水夫達の憧れの的であるセイラーマンサーベルを見事に手に入れる。
HPはロボットである多力王を除いたら48と一番高い。サーベル（攻撃力3だが大神同様に実質9）を使用。金縛りで敵を麻痺させることもある。ただし、給料は165円とやや高い。
加入するクエスト「水夫のあこがれ」ではボスとして登場。HPが大幅に上昇している上「体当たり」「回復薬」も使用するなど、仲間の時よりはるかに強い。
貴田（たかだ）【貴田 隆男（たかだ たかお）：『6』】
貴族。フルネームが表サクセス同様「貴田 隆男」だが、プロフィールと攻略本では名字「貴田」と表記。将来貴族院で日本の政治を左右したいと考えている。後に考えていた貴族議員になり、弱者救済に力を尽くし、老後はようこと穏やかな日々を過ごした。
HPは20と秋生並みに低い。怪盗ステッキ（攻撃力は1で2回攻撃）を使用。獣×、臆病を持ち、獣や幽霊が苦手。戦闘に関しては役立たずだが、仲間の回復を行う。給料は5円と仲間の中では最も低い。パワーアップすると連れて行った際にパーツをくれる他、臆病と獣×が消えて白兵Lv1を取得する。
堤（つつみ）【堤 篤弘（つつみ あつひろ）：『4』】
科学者。大学から抜け出してさまざまな知識を吸収したいと思っている。科学的見地から事件の真相解明に貢献する事がある。後に布具里と南米に向かったあとに行方不明。
HPは22と低い。奇怪発明品（攻撃力3だが霊体への攻撃もできる）を使用。爆弾もよく使う。一方で「身構える」と無駄な行動を取ることも。給料は70円と安い。
のりか【荒井 紀香（あらい のりか）：『1』『2』『3』】
女王様。秋生と同じカフェで働いている。
HPは23と低い。毒手（攻撃力3）を使う。給料は30円と安い。ただ、逃走を持つのでアルベルト同様に戦闘中に逃げる他、「混乱」を持っているため自分や味方を攻撃してしまうときもある。死なせてしまうと生き返って慰謝料と治療費を取られ、長く冒険に連れて行かなくてもお小遣いと称して金を取られるため非常に厄介者。仲間にしないとランダムイベントでスリとして登場し野球人形のパーツを盗むことがある。また、早期に出会ってしまうと他のカフェのイベントの出現率が大幅に下がってしまう。
布具里（ふぐり）【布具里 珠男（ふぐり たまお）：『4』『6幸』】
主人公の父親。新たな遺跡の調査費用を主人公にたかりに来る。「遺跡荒らし」と主人公に言われ、世間の評判も悪い。しかし、冒険中に集めた記録は人類学の貴重な資料であり、後世に日本国外で高く評価されることになる。後に堤と共に南米で行方不明に。
HPは21と低い。ナイフ（攻撃力2だが鋼や大神同様HPが低くなると攻撃力が上がる）とムチ（攻撃力3で全体攻撃）を使用。「回復」を持ち、ターンごとにHPを回復する。ただアルベルトやのりか同様「逃走」があるため逃走することもある。給料は75円と安い。
ようこ【沢井 ようこ（さわい ようこ）：『1』】
芸者。旦那（結婚していない）は外務省に勤めており海外に行ってしまっている。後に貴田と結婚。
HPは20と秋生や貴田同様に低い。素手（攻撃力1）を使用。攻撃に関しては最弱だが、仲間の回復を頻繁に行う他、お色気を使って敵を状態異常にすることもある。彼女を連れて行くと聖水（攻撃力10で霊体への攻撃もできる）がもらえることがある。給料は50円と安い。
村上（むらかみ）【村上 海士（むらかみ かいじ）：『1』】
書生。格闘大会に参加しており、主人公とともに脱出する。後に世界中を旅し各地の強豪と渡り合い伝説に。彼の作った道場は現地人に受け継がれ世界的な格闘技の流派となる。
HPは38とやや高い。素手（攻撃力1）、拳（攻撃力2）、噛み付き（攻撃力3）、まわし蹴り（攻撃力4で全体攻撃）など、多彩な技を使用。格闘Lv2を持つため手数が多い他、頑丈Lv2を持つため打たれ強い。給料は60円と安い。

#### 我威亜党
亀田（かめだ）【亀田 光夫（かめだ みつお）/ハイパー亀田（ハイパーかめだ）：『1』『2』『3』『5』】
プロフィールと公式攻略本では「皇帝亀田」と表記。我威亜党の皇帝。本サクセス仮最終ボス。これまで最終ボス登場まで影の姿や仮面で正体を隠していたが、本作では最初から顔を晒して登場している。我威亜党相手に多大な被害を与える主人公の存在を危険視し、抹殺を目論む。
最終日の冒険「帝都崩壊の日」で、頑陀亜浪菩ZZ（がんだあろぼだぶるぜっと）を使い主人公の前にボスとして立ちふさがる。しかし、ある条件が満たされるとかませ犬のようになる。
智林（ちばやし）【智林 昭雄（ちばやし あきお）：『6』】
プロフィールと公式攻略本では「智林公爵」と表記。我威亜党幹部で組織のNo.2。チキン男爵をこき使っている。幹部全員に称号をつけることを考えたのは彼である。特定の冒険をすべてクリアしていると最終日に綾華伯爵に代わって登場し、戦闘になる。知己である智美を連れていると彼の過去と我威亜党に入った真相が聞ける。
若い頃は理想に燃える自由民権運動家であり、厳しい弾圧に耐えながらも社会主義を正義と信じて同志達と共に大衆の為に身を削っていたが、街頭演説中に警官隊に捕縛され消息を絶ったため、智美を含む仲間からは拷問死したと思われていたが、実際には一命を取り留めていた。しかし憲兵の私刑を受ける同胞が民衆に囃し立てられせせら笑われる光景を目の当たりにした事で大衆の醜さに絶望。結果、それまでの理想も交友も人生も捨てて我威亜党に入り、ただ奪うためだけに生きる革命家として生きる決意を固めた。
主人公に敗北後は逮捕されるもチキン男爵と秋穂侯爵共々刑務所から脱獄し、アルバムでは南極に渡りペンギン相手に革命の演説を行っており、チキン男爵と秋穂侯爵に呆れられ全く懲りていない。プロフィールでは、その後もチキン男爵や秋保侯爵共々世界の各地でいくつかの怪事件に関わったとされる。
HPが高く全体攻撃の奇怪な発明（攻撃力5）や毒攻撃を使う強敵であるが、「身構える」「パチンコ」などの弱い行動も多い。回避Lv3で回避率が高く、攻撃をかわしやすい。
チキン【Mr.チキン（ミスターチキン）：『6』】
プロフィールと公式攻略本では「チキン男爵」と表記。我威亜党幹部。智林の部下でこき使われている。やられ役とは言え、端役同然だった『6』とは違いこちらでは大活躍している。
敵としても最初の冒険のボスとして登場。HP15で、武器は怪盗ステツキ（怪盗ステッキ。攻撃力1の2回連続攻撃）。回避Lv1を持つ。最初の冒険の後は海外に渡り地元住民を利用して資源採掘の指揮を執っていたが大神伯爵の依頼を受けて蝶を探しに来ていた（クエスト「あの蝶を追え」）主人公と遭遇してしまい逮捕される。その後刑務所から脱獄し寺岡子爵の発明品で主人公に勝負を挑む（クエスト「逆襲のチキン」）も、再び逮捕される（「逆襲のチキン」が未クリアの場合、最終日に戦闘になる）。
2回目以降の戦闘では白い衣装を着た「強いチキン男爵」となって登場。HPが大幅に増えた他、開幕に必ず爆弾を使うようになり、回避Lv2を取得している他、＋白兵Lv1（威力2加算）攻撃もすることがある（ただし、戦わずにクリアできる冒険もある）。
秋穂（あきほ）【秋穂 不作（あきほ ふさく）：『4』】
プロフィールと公式攻略本では「秋保侯爵」と表記。なお、彼の正式な漢字は「秋穂」だが、「秋保」と誤表記されている。我威亜党幹部。智林の部下でこき使われやすい。「公」と「候」では前者の方が上である。狂信者を部下に持つ。後に智林に従い、いくつかの事件に関わった。動死体の実用化や巨大クリオネの繁殖など前線で指揮を執っていることが多く、冒険で黒幕として登場することは多いが、直接戦うのは「帝都破壊計画」だけである。口数は少ないが「悪霊を呼び出して帝都を破壊する」という計画で「京都で暗殺された足利義教の怨霊を関東で召喚しろ」という無理難題を押し付けられた際には「僕の言うことは何も聞いてくれない」と智林公爵に対して不満を漏らしている。
HPが高く、頑丈Lv3を持つため非常に硬い。全体攻撃の奇怪な発明、反撃、味方を呼ぶ、金縛りにする、爆弾など多彩な攻撃をしてくる。
綾華（あやか）【浅上 綾華（あさがみ あやか）：『5』】
プロフィールと公式攻略本では「綾華伯爵」と表記。我威亜党幹部で組織のNo.3。実は『5裏』の黒羽根 綾華と同一人物でイルの魔法で自分が生きやすい環境を求め「黒羽根党」吸血鬼一族全員でイル共々本作の世界へ飛んで来た。フルネームが「黒羽根 綾華（くろばね あやか）だが、プロフィールと攻略本では名前「綾華」と表記。カジノでも何回か登場する。後に鷹森と共に日本を離れており、世界中で目撃されている。「逆襲のチキン」をクリア済みの場合、最終日に戦闘になる。
マサムネという名の刀で攻撃してくる。HPは低いが、幽霊キャラであるため幽霊でも攻撃できるキャラ（詩乃や堤など）、もしくは霊力や幽霊にきく武器がないと攻撃が効かない。なお、『パワポケ5』での名前は「浅上綾華」であるが、ここでは「黒羽根あやか」である。ある人物と因縁がある。
鷹森（たかもり）【鷹森 三乃（たかもり みの）：『6』】
「殿様の財宝」「Dr.寺岡の島」「狼のおきて」で登場。カジノで主人公に幽霊退治を依頼する。その正体は我威亜党幹部で綾華の部下で曰く「由諸正しい妖怪」の犬神。しかし綾華曰く「オオカミ男」で戦闘画面でもその姿は狼男。実は「殿様の財宝」で実際に殿様の財宝が無く寺岡が制作した発明品で事件発生し、そのスイッチを止める為の嘘だった。この後の寺岡の発明品を破壊するかしないかの選択で主人公が破壊を選んだ場合は戦闘になる。我威亜党幹部だが、根っからの悪党でなく「殿様の財宝」で寺岡の発明品を破壊しなかった場合は寺岡を通じて主人公の探偵事務所に自ら訪れ、主人公に再び依頼しに「Dr.寺岡の島」の依頼をしにくる。正史では綾華共々日本から離れた。プロフィールによると、戦後はルーマニアで治安局の幹部にまで昇進し、1989年12月に起こったルーマニア革命でチャウシェスク政権が崩壊した後は行方不明になったが、その後はロシアに居ると言う説が濃厚との事。
寺岡（てらおか）【寺岡 薫（てらおか かおる）：『3』】
プロフィールと公式攻略本では「寺岡子爵」と表記。我威亜党幹部。まだ男尊女卑の概念が強い大正時代において女性は大学に入ることができず、自分の能力を生かすため我威亜党に所属し、持ち前の科学力で兵士鉄人などを作っている。発明品に自爆装置を付ける癖がある。終盤に地震装置を作成するが、それが帝都のど真ん中で使われ、街が壊滅したことを反省し、以降は平和な研究を行っている。
アルバムでは唯一多力王のメンテナンスが可能な為に多力王を居候させたが、思わず多力王に自爆装置を装着させようとして多力王の怒りを買い主人公に本当に大丈夫かと心配された。プロフィールによると、結局彼女自身は最後まで表舞台には立つことはなかったが、後の世で彼女の弟子を名乗る多くの科学者たちが活躍した。
他の幹部と違って直接戦闘はしないが、発明品である大型鉄人と戦うことはある。また、自身の発明品が暴走した際に鷹森を通じて主人公に依頼を行っている（クエスト「Dr.寺岡の島」）。
田中（たなか）【田中 一夫（たなか かずお）：『1』】
我威亜党の下っ端。口に×が描かれた赤バンダナマスクに黒服を着用。表サクセス同様貧乏。佐藤と鈴木とは親友である模様で一緒にいる事が多い。
佐藤（さとう）【佐藤 勇太（さとう ゆうた）：『1』】
我威亜党の下っ端。バンダナマスクをつけている。田中と鈴木とは親友である模様で一緒にいる事が多い。
鈴木（すずき）【鈴木 靖彦（すずき やすひこ）：『1』】
我威亜党の下っ端。次男であり、戦争が始まった際に徴兵されるのを恐れている。アメノムラクモを奪ったギャング団と2人共々登場。田中と佐藤とは親友である模様で一緒にいる事が多い。
荒井三兄弟（あらいさんきょうだい）/荒井 金男（あらい かねお）、荒井 銀次（あらい ぎんじ）、荒井 晴男（あらい ぱるお）【荒井三兄弟（あらいさんきょうだい）/荒井 金男（あらい かねお）、荒井 銀次（あらい ぎんじ）、荒井 晴男（あらい ぱるお）：『1』『2』『3』『5』『6』『7』】
三つ子の我威亜党下っ端。首に赤マフラーをつけ、全身黒タイツの服装で登場。全員黒タイツの服装を着用するのは格好良いという理由でお洒落感覚がずれている。
表サクセスでは善良だが、本作では初の悪党として登場。
鉄人（てつじん）
人間大のスタンダードの物だけではなく、大型鉄人等の様々なバリエーションがある。
寺岡が開発した戦闘兵器で、序盤では警官隊を圧倒するほどの力を見せる。
動力源は蒸気でプロフィールによると亀田が持ち込んだ技術が反映されているらしく、頑陀亜浪菩ZZ同様科学のみならず魔法や忍術も組み込まれている可能性がある。
後に各国が同様の兵器を試作したが、失敗に終わる。
戦闘員（せんとういん）
我威亜党下っ端。紺マスクと腕を露出した紺の服を着用。後ろに尖る妙な髪型をしている。強さにより何段階かに分かれており、会話画面で登場するのは強い戦闘員。
狂信者（きょうしんじゃ）
我威亜党と繋がりがあるカルト宗教の信者。何かを盲信する人。秋穂の部下。危険になると逃げ出すが、信じるものの為戦う。青マスクと白服を着用。会話画面で登場するのは弱い狂信者。なお、我威亜党が関わっていない事件でも、別口の宗教の狂信者が存在する。

#### その他
大神（おおがみ）【大神 美智男（おおがみ みちお）：『4』『5』】
プロフィールと公式攻略本では「大神伯爵」と表記。こちらは本物の伯爵で我威亜党とは関係ない。議員もしている。彼の依頼は危険で日にちがかかる分、儲けも大きいものが多い。街で出会った際に主人公にパーツをくれたりするなど、本編と違って割と良い人。しかし裏では農民に占拠された自身の屋敷を毒ガスの実験に使おうとしたり、鉄道が通る（駅は作られない）村に力添えをして土地を騙し取るなど、色々とやっている。実は本作で仲間になる大神とは親子だが、表サクセス同様親子仲は疎遠。プロフィールと公式攻略本では苗字しか明言されていない。
和桐（わぎり）【和桐 文雄（わぎり ふみお）：『6』『6幸』】
プロフィールと公式攻略本では「和桐会長」と表記。OPで登場してチキン男爵にダイヤを奪われ、ゲーム開始時に最初に依頼をしてくる人。その後、主人公の後援者となる。こちらも出会った際に大神伯爵同様パーツをくれることがある。また、主人公に屋敷の幽霊退治も依頼する。
真賀津（まがつ）【真賀津（まがつ）：『4』】
「自由の城」「狼のおきて」で登場。駅前で演説を行ったり、農民を扇動して屋敷を制圧するなど様々な活動を行っている若者。後に治安維持法に対して反対デモを行っている際に逮捕され投獄される。獄中で病死したが死体は消えており、その後に目撃情報もあるため生存している説が強い。
任月（にんげつ）【任月 高志（にんげつ たかし）：『2』】
プロフィールと公式攻略本では「人月少将」と表記。「怒りの拳」「フラワーヒル」で登場。また、ランダムイベントでパーツを破壊したりする嫌な人物。戦後、東南アジア旅行中に行方不明に。
マコンデ（マコンデ：『6』『6幸』）
プロフィールと公式攻略本では「マコンデ将軍」と表記。「緋色の寺院」「帰ってきた長官」「最後の長官」で登場。軍隊を指揮し、個人的に気に入らないという理由で東洋の重要な文化財を何度も破壊しようとする人。主人公との3度の接触、そして3度目の説得が功を奏し、改心して文化を守る人になると誓うものの、その後過激派の爆弾テロにより鉄道の駅で暗殺される（なお、帰国して新聞で彼の訃報を知った主人公はこのことに関して、｢よくあること｣と語った）。
美咲（みさき）【安達 美咲（あだち みさき）：『5』】
薬局経営。秋生の親友。鬼の力を秘めており、雨を呼ぶ力がある。その能力を｢すうぱあなちゅらるうえぽん｣なるところで活用させようとするものの暴走。最後は秋生に止めを刺された。秋生の体力によっては、秋生が死亡するときもある。また、選択肢を間違えると、秋生が死んで主人公で一騎討ちとなる。
鬼（おに）
「やまない雨」のボス。正体は美咲。完全な鬼と化し秋生の声すら聞こえず美咲の面影が完全に無く人語も話せない。主人公達に敗北後に最後は秋生に止めを刺された。
アンドリュー・ボンド（ボンド：『6』『6幸』）
「まぼろし軍艦」で登場するスパイ。表サクセスでは「ボンド」という名前だけだったが、本作では「アンドリュー」という裏サクセスオリジナル名字が追加された。電探の研究のために日本に来ていたがその有用性が理解されず帝国軍の援助を受けられなくなっていたため、駆逐艦を呼び寄せて機材をイギリスに持ち帰っていたが、駆逐艦を近くの村に住む漁師の石田と上田に見られ、二人を拘束していた。展開によっては主人公の話し合いに応じ、二人を解放するとともにパーツをくれる。息子の名はジェームスで、後にイギリスの諜報機関で活躍する。10年後、登山中の落石事故で妻と共に死亡。
茂吉（もきち）【茂吉（もきち）：『6』】
娘の彼氏の土屋さんを探すよう主人公に依頼。同じ姿の別の人物も登場し、そちらはシベリアへ行った息子に関することで主人公に依頼する。
毒キノコ太郎（どくきのこたろう）
『ダッシュ』パワポケ図鑑では「キノコ人間」と表記。「股子島」でボスで登場。堤や写六を連れてくることで正体が明らかになり、正体はキノコに寄生されてしまった土屋さん。なお、この島の名は｢股子島」で、映画『マタンゴ』をイメージしている。
教頭（きょうとう）【教頭先生（きょうとうせんせい）：『1』】
プロフィールと公式攻略本では「教頭様」と表記。「殺人熊の恐怖」で登場。名前に関し学校と関係無いが、表サクセスで「教頭先生」という名前で本名不明である為に、本作では「教頭」が本名で扱われる（スタッフの見通しの甘さをゲーム中で主人公の前でメタ発言したが、主人公は意味が分からなかった）。常に右手に飲み物が入ったグラスを持つ。江戸時代から続く大地主で鉱山を所有している。鉱山周辺に現れた熊の討伐を村人と同じく依頼するが、殺人熊撃破後に堤を連れていると彼の鉱山による公害ということが発覚。真相を知った主人公達を口封じに部下のギャング達に始末させようとするが、いつのまにか後ろにいたもう1匹の殺人熊に殺害された。
磯田（いそだ）【磯田 修一（いそだ しゅういち）：『2』『5』『7』】
マコンデ将軍の政策に反対して三度主人公に依頼を行う学生。大学で見かける割に年を食っている。外国人が苦手。
カビンダ【カビンダ・スメルアゴル：『6』】
プロフィールと公式攻略本では「カビンダ博士」と表記。「生物事故」で登場。イギリスに留学したこともある秀才で、陸軍の命令で死体の研究をしていたが、軍からの研究中止命令を無視し、行方をくらました。後に研究所にやってきた主人公たちを強化ゾンビで倒そうとするが、強化ゾンビに食べられてしまった。なお、研究を行っていた村の名前は「梅尾村」と「羅釧村」で、前者は『バイオハザード』、後者は同シリーズの舞台として度々登場する『ラクーンシティ』が元ネタ。
ソニア【アンヌ・安生・アズナブル（アンヌ・あんじょう・アズナブル）：『3』】
「地獄の門」で登場する作家の卵。クリオネの事件で知り合う。言葉遣いは結構荒い。本国にはハワードという相方がいるが、後に離婚した。依頼をクリアしておくと、後に百貨店をうろつくと登場する。
大鉄（だいてつ）【大鉄（だいてつ） / ジョー・大鉄（ジョー・だいてつ）：『2』『5』】
プロフィールと公式攻略本では「取り立てのジョー」と表記。『2』同様「ジョー」はあだ名で本名「大鉄」。『2』の頃の大鉄同様性格が悪い。事あるごとに主人公の借金を取り立てに来て震災があってもしっかり取立てに来た上に無傷で助かっていた。しかし所持金が足りない場合でも「帝都を救った英雄だから」という理由で返済期限を延ばす一面もある。代わりにパーツを借金のカタに持っていかれる。後に裏の社会のボスとなった。
菱村（ひしむら）【菱村 飛男（ひしむら とびお）：『4』『7』】
「海竜の秘密」で登場する小説家。海竜を見たと大学で騒ぎ堤の紹介で主人公と接触する。実際には海竜では無く潜水艇だったが、本人は「本物のスパイに誘拐されて助けられた」という事に満足。クリア後に大学をうろつくと再び登場して宇宙へ行く計画を立てている事を明かす。
藤田（ふじた）【藤田 源五郎（ふじた げんごろう）：『4』】
鈴音の付き人。鈴音からは「じい」と呼ばれる。実は鈴音の冒険時も主人公達と同行している。
勝野（かつの）【勝野 太一（かつの たいち）：『7』】
「インカの秘跡」で登場する呪術師。元々は日本からやって来た開拓民として普通に生活していたが殺人を犯してしまい、警察から逃れるためにジャングルに逃げた際に秘跡にたどり着き、そこで魔術を使って怨霊を呼び起こし、王となっていた。
台場（だいば）【台場 正（だいば ただし）：『7』】
「自由の城」で登場する農民。真賀津の指揮に従い大神の屋敷を占拠していたが、真賀津の思想についてはあまり理解しておらず、「美味い物が食えればそれでいい」と語っていた。後に鎮圧のため乗り込んできた主人公たちと戦うが敗れて捕えられる。屋敷には過激派が持ち込んだ銃や爆弾があったが「人様にそういうのは使いたくなかった」という理由で使わなかった（この武器は「これがなければ罪も軽くなるだろう」ということで主人公が貰っている）。
雅仁（まさひと）【蕪崎 雅仁（かぶらざき まさひと）：『6』】
詩乃がいる神社の神主。御神体アメノムラクモが何者かに盗まれ詩乃に頼む。ところが、詩乃のアルバムで詩乃がアメノムラクモを取り返して来た際は贋物を作る神主としてはどうかという行動を取り詩乃を呆れさせた。
父雄（ちちお）【主人公の父（しゅじんこうのちち）：『4』】
各地の村人で登場。
『ダッシュ』パワポケ図鑑で「父雄」という名前だと判明したが、モブキャラクターである為に画面の都合で全員同じ顔。
上田（うえだ）【上田 卓未（うえだ たくみ）：『4』】
各地の村人で登場。石田といる事が多く彼とは親友である模様。ミカン様（巨大クリオネ）に食べられる事もある。
石田（いしだ）【石田 昭三（いしだ しょうぞう）：『4』】
一介の農民。上田といる事が多く彼とは親友である模様。台場共々主人公達に襲撃してくる事がある。
現地人（げんちじん）（カパリ：『6幸』）
日系移民で登場。
バオ（バオ：『6幸』）
「あの蝶を追え」で登場する原住民。日本人の屋敷で働いていたため日本語が話せるが、チキンを怪しんでおり本音を漏らすまで話せないフリをしていた。依頼クリア後は駅をうろつくと通訳として雇われたバオと出会うことがあり、100円でパーツを売ってくれる（低確率で壊れたパーツを掴まされる）。
『ダッシュ』パワポケ図鑑では「パオ」と誤植される。
サブ（サブ：『6』）
様々な冒険で登場するギャング団の一員。「殺人熊の恐怖」では教頭の部下でも登場して、殺人熊の真相を知った主人公達を射殺しようとしたが、殺人熊に全員殺害される。
『ダッシュ』パワポケ図鑑で表サクセス同様「サブ」という名前だと判明したが、モブキャラクターである為に画面の都合で全員同じ顔。
兵士（へいし）
様々な冒険で登場する軍の一般兵士。政府の命令で危険な場所で働く。黒人で緑帽子と軍服に銃を肩に背負った姿が特徴。日本、イギリス、ドイツ、ソ連等あらゆる国の兵士で登場。モブキャラクターである為に画面の都合で全員同じ顔。
動死体（どうしたい）
ゾンビ。死者の定員が一杯になり、地上に溢れ出て動き回り、スーパーマーケットに立て籠もる。
亡霊（ぼうれい）
人が未練を残し成仏出来なかった存在。渦巻きの額に目と手がある布の体が特徴。
強い武装市民（つよいぶそうしみん）
任月が開催した格闘大会で優秀予定だった格闘家で「怒りの拳」のボス。主人公と村上が戦っている際に登場したが主人公達に倒される。ボスだがモブキャラクターであるために非常に弱く、戦闘画面では「強い武装市民」という名前と全体像を見る事が出来るが、それ以外で名前と顔が無く兵士に「任月少将の子飼いの格闘家」と呼ばれている。その際、確率でメタ的な扱いの不遇さを辞世の句に残す。同名のザコ敵もいるが出自は異なり、主に我威亜党などの反体制組織に属す民兵。そのためコンプリートガイドでは「格闘家」名義。
ほるひす（ほるひす：『6』）
古代日本ケガレ神。本作真最終ボス。登場シーンでは仮最終ボスの蒸気鉄人「頑陀亜浪菩ZZ（がんだあろぼだぶるぜっと）」を虫けらの如く右手で叩き潰し、亀田を噛ませ犬にさせた。野球人形コンテストに優勝した上で所持金が10000円以上に達していると、蒸気鉄人「頑陀亜浪菩ZZ」の次に登場。
野球人形コンテストに優勝して借金全額用意出来悦に浸る主人公。ところが物語はこれで終わらなかった。我威亜党は邪神復活目的の為に帝都に大規模な震災を起こすが、それは同時に古代日本ケガレほるひすの封印も解く事に繋がり、精神派で仲間を全滅された上に我威亜党の目的であるはずの邪神は復活早々その糧となってしまう。思わぬ形で計画が挫かれた亀田は、ほるひすを主人公達に押し付け、その場から逃げ出し湯田も主人公に逃げるように勧めるが、主人公は目の前にいる超常的存在に好奇心を抑える事が出来ず主人公の仲間も主人公に付き合い自ら危険に飛び込む。正史では主人公達に殺害された。

## 収録選手
選手名および球団名は2004年9月中旬当時のデータを搭載したものである。そのため、チームの並び順が2004年の最終順位と異なっている。北海道移転に伴い日本ハムファイターズが北海道日本ハムファイターズに変更されている。また、パワポケシリーズとしては大阪近鉄バファローズが登場した最後の作品である。

## スタッフ
- ストーリー進行 - 西川直樹
- プログラム - 丸山修、西川直樹、三浦陵介、博多幸博
- グラフィック - 藤岡謙治、萩原千香子、大木賢二
- サウンド - 大久保悟、広野智章、北川保昌、弓島隆子
- 取扱説明書・パッケージなど - 村上幸秀
- パッケージCG制作 - 山本竜彦
- 選手データ作成 - パワプロプロダクション選手データスタッフ
- 広報 - 八木良子、千葉茂、平井美紀、半田由紀子、松村謙
- スペシャルサンクス - 博多幸博、今村洋介
- コロコロコミックキャラクターコンテスト 大賞 - 「黒打ブラック」 畠洋輔
- 小学館 コロコロコミック - 村上孝雄、竹田哲也、大嶋一範、山口剛史 ジャングルファクトリー
- 制作 - パワポケチーム
- 責任者 - 藤岡謙治
- PRODUCED BY　Konami Computer Entertainment Studios, Inc.
- KONAMI